# فرازير دوهرتي
فرازير دوهرتي (بالإنجليزية: Fraser Doherty)‏ هو شخصية أعمال بريطاني، ولد في 1988.